# Zygosaccharomyces
Zygosaccharomyces B.T.P. Barker – rodzaj grzybów należący do rodziny Saccharomycetaceae. Zaliczane są do drożdży.

## Charakterystyka
Drożdze z rodzaju Zygosaccharomyces znane są głównie z tego, że powodują psucie się produktów spożywczych w przemyśle spożywczym. Kilka gatunków tego rodzaju wykazuje dużą odporność na powszechnie stosowane metody konserwacji żywności. Na przykład Z. bailii może rozwijać się w produktach zawierających 50–60% cukru, ma wysoką tolerancję na etanol (do 18%), wysoką tolerancję na kwas octowy (2,0–2,5%), bardzo wysoką tolerancję na kwas sorbinowy i kwas benzoesowy (do 800–1000 mg/l, podczas gdy europejskie normy dopuszczają stężenie tych kwasów do 300 mg/l w produktach spożywczych) i wysoką tolerancję na dwutlenek siarki (powyżej 3 mg/l).

## Systematyka
Pozycja w klasyfikacji według Index Fungorum: Saccharomycetaceae, Saccharomycetales, Saccharomycetidae, Saccharomycetes, Saccharomycotina, Ascomycota, Fungi.
Takson utworzył Berthie Thomas Percival Barker w 1901 r. Synonimy:
- Zygosaccharis Clem. & Shear 1931
- Zygosaccharomycodes Nishiw. 1929[4].

Niektóre gatunki:
- Zygosaccharomyces bailii (Lindner) Guillierm. 1912
- Zygosaccharomyces bisporus H. Nagan. 1917
- Zygosaccharomyces lentus Steels, C.J. Bond, M.D. Collins, I.N. Roberts, Stratford & S.A. James 1999
- Zygosaccharomyces mellis Fabian & Quinet 1928
- Zygosaccharomyces rouxii (Boutroux) Yarrow 1977

Nazwy naukowe według Index Fungorum